# Жупанський Олексій Олегович
Жупа́нський Олексі́й Оле́гович (* 8 лютого 1980 року, смт Згурівка Згурівського району Київської області) — український письменник, перекладач і видавець. Син Олега Жупанського.

## Біографія
Народився в сім'ї Олега й Лариси Жупанських. З 1989 року проживає в місті Буча. У 1997-му закінчив середню школу № 9 в Ірпені й цього ж року вступив до Київського національного університету імени Тараса Шевченка на факультет сходознавства (індонезійська і англійська мови). 2002 року здобув диплом магістра.
У 2002 — 2005 рр. вів листування з іноземними партнерами і верстав у видавництві «Юніверс». У 2005-му працював редактором журналу «Офіс» (Видавничий дім «Софтпресс»). У 2005 — 2006-му був заступником головного редактора і кореспондентом у журналі «Книжковий клуб +». З 2006 по 2007 р. обіймав посаду випускового редактора в журналі «Imagine» (ПР агенція Н2О).
2007 року Олексій і його батько Олег заснували власне видавництво «Видавництво Жупанського», яке спеціалізується на виданнях перекладної художньої літератури та сучасної української прози. У цьому видавництві він дотепер працює директором.

## Творчість
2002 року Олексій Жупанський опублікував переклад вибраних поезій індонезійського поета Субагіо Састравардойо, а як прозаїк дебютував у 2004-му романом «Бумеранг», з яким тоді ж і переміг на міжнародного конкурсу «Гранослов». В анотації до «Бумеранга» зазначено, що «роман перейнятий тривогою за можливі наслідки техногенного процесу в розвитку нашої цивілізації й авторитарних, глобалістських тенденцій нашої доби. Твір насичений гострими подіями, а трактування героїв, їхніх вчинків не позбавлене авторської іронії, що викликає симпатії читача як до окремих персонажів, так і загалом до манери авторської оповіді. Перу Олексія Жупанського притаманна легкість письма, що конче потрібна в пригодницько-фантастичному жанрі».
2004 року Олексій Жупанський став членом Національної спілки письменників України.
У 2007 році в альманасі «Кур'єр Кривбасу» надруковано його роман «Першими до мене прийдуть діти», а наступного року цей роман виходить окремою книжкою. Оповідь ведеться трьома лініями. Ось журналіст, що зникає в нетрях передмістя. Ось дівчинка Юта, що блукає мертвим мегаполісом. Ось роботяга велетенського міста-заводу, асоціальний тип Тарас, у якого не складаються взаємини з людьми. Шляхи життя цих героїв сплітаються в тісний клубок — і ось уже розподілено ролі: комусь належить бути маріонеткою, а хтось наважується стати проводирем-деміургом… Цей твір — зразок альтернативної прози, замішаної на абсурді, реалізмі та ядучому сарказмі.
У 2008 році роман «Першими до мене прийдуть діти» увійшов до шорт-ліста конкурсу «Міський молодіжний роман» від видавництва «Фоліо».
У 2009 році у «Кур'єрі Кривбасу» опубліковано повість «Godspeed You! Black Emperor».
2010 року вийшла третя книжка Олексія Жупанського — збірка прози «Побутовий сатанізм». В анотації підкреслено: хоча оповідання між собою не пов'язані і їх можна читати як окремо, так і разом, та всі вони об'єднані єдиною концепцією-стрижнем, а саме — шизофренічно-тривожними тенденціями сучасних соціо-культурних реалій, більшість яких своєю суттю є страшним юродивим віддзеркаленням процесу інтелектуального і духовного гниття душі людської цивілізації. Нині цей процес може спостерігати кожен, хто наважиться розплющити очі і поглянути у вічі реальності, що її само для себе вибрало людство, реальності, що нагадує ніцшеанську безодню, яка споглядає на тебе, в той час коли ти зазираєш у неї.
2017 року опубліковано роман «Благослови Тебе Боже! Чорний Генсек». В анотації зазначено:
| «Благослови Тебе Боже! Чорний Генсек» — це примарна хроніка містичних пошуків, які починаються для героя у вугільній житниці на сході країни, продовжуються у його власному дитинстві, що виявляється зовсім не таким, яким він його завжди вважав, і закінчуються у столиці зловісним крещендо потойбічної гри, ставки в якій доволі заплутані і невизначені, але однозначно — найвищі. Гру розпочато, а отже віднині єдиним правилом проголошується відсутність будь-яких правил. І Сліпа доля із зашитими повіками дістає по черзі героїв з чорного кулька BOSS, Давнє пророцтво прискіпливо вивчає їхні особові справи і розставляє їх на липкій червоній дошці 90-х, а божевільний Фатум, скутий зашмульганою віками гамівною сорочкою, смикає зубами рубильник й запускає іржаві шестерні історичного зламу. І герої одразу опиняються у вирі надзвичайно заплутаних подій. Вони домовляються і зраджують, проводять темні корупційні ритуали і дістають дефіцит, шантажують і вбивають, оживляють Нікодімова і проводять сесію Верховної ради, внаслідок якої у депутатів вилучають м’яке ірраціональне, а решту — просто вбивають. Вони потрапляють у таємничий Червоний колектор, а потім — у сховище Бібліотеки Вернадського, де вивчають секретні архіви Скрижалів Влади, а отже — отримують ключі від останніх дверей, за якими, можливо, на них чекає головний приз, про який ніхто нічого до пуття не знає, окрім того, що він для всіх є найжаданішим. |
Олексій Жупанський публікувався у журналах «Всесвіт», «Дніпро», «Однокласник», альманахах «Нова проза», «Кур'єр Кривбасу», інтернет-виданні «Захід-Схід» та інших виданнях.

## Публікації

### Періодика
- «Хеловін-2003» (оповідання), журнал «Однокласник», 2004
- «Фантом» (оповідання), журнал «Однокласник», 2005
- «Ловець» (оповідання), журнал «Однокласник», 2005
- «Першими до мене прийдуть діти», (роман), літературний альманах «Кур'єр Кривбасу», № 230—231/2007
- «Godspeed you! Black Emperor» (повість), літературний альманах «Кур'єр Кривбасу», № 230—231/2009
- «Перше травня» (оповідання), російський переклад у літературному журналі «Сибирские огни», 2009
- «Іржавий кіт» (оповідання), літературний журнал «Дніпро», 11/2009
- «Важке виробництво» (роман), публікація уривків у літературному альманасі «Нова проза», том 17, 2010
- «Лахмітник» (роман) літературний альманах «Кур'єр Кривбасу», № 266-267 (січень-лютий 2012)

### Переклади
- Субагіо Састровардойо, вибрані вірші, (переклад з індонезійської), «Всесвіт» № 3-4, 2002
- «Мова письма», Олжас Сулейменов, переклад з російської, «Юніверс», 2006

### Книжки
- «Бумеранг». — К.: Гопак, 2004
- «Червоний терор». — К.: Міжрегіональна академія управління персоналом, 2007. — 44 с. — (Бібліотека журналу «Персонал»). — 3000 екз. — ISBN 966-608-718-9
- «Першими до мене прийдуть діти». — К.: Видавництво Жупанського, 2008
- «Побутовий сатанізм». — К.: Видавництво Жупанського, 2010
- «Лахмітник». — К.: Видавництво Жупанського, 2012. 344 с., ISBN 978-966-2355-31-4
- «Благослови Тебе Боже! Чорний Генсек» — К.: Видавництво Жупанського, 2017
- «Осіннє заціпеніння (Стрічання мертвих)» — К.: Видавництво Жупанського, 2023. 136 с.

## Нагороди і відзнаки
- 2004 — І премія міжнародного літературного конкурсу «Гранослов-2004»